# لیمویی تیره

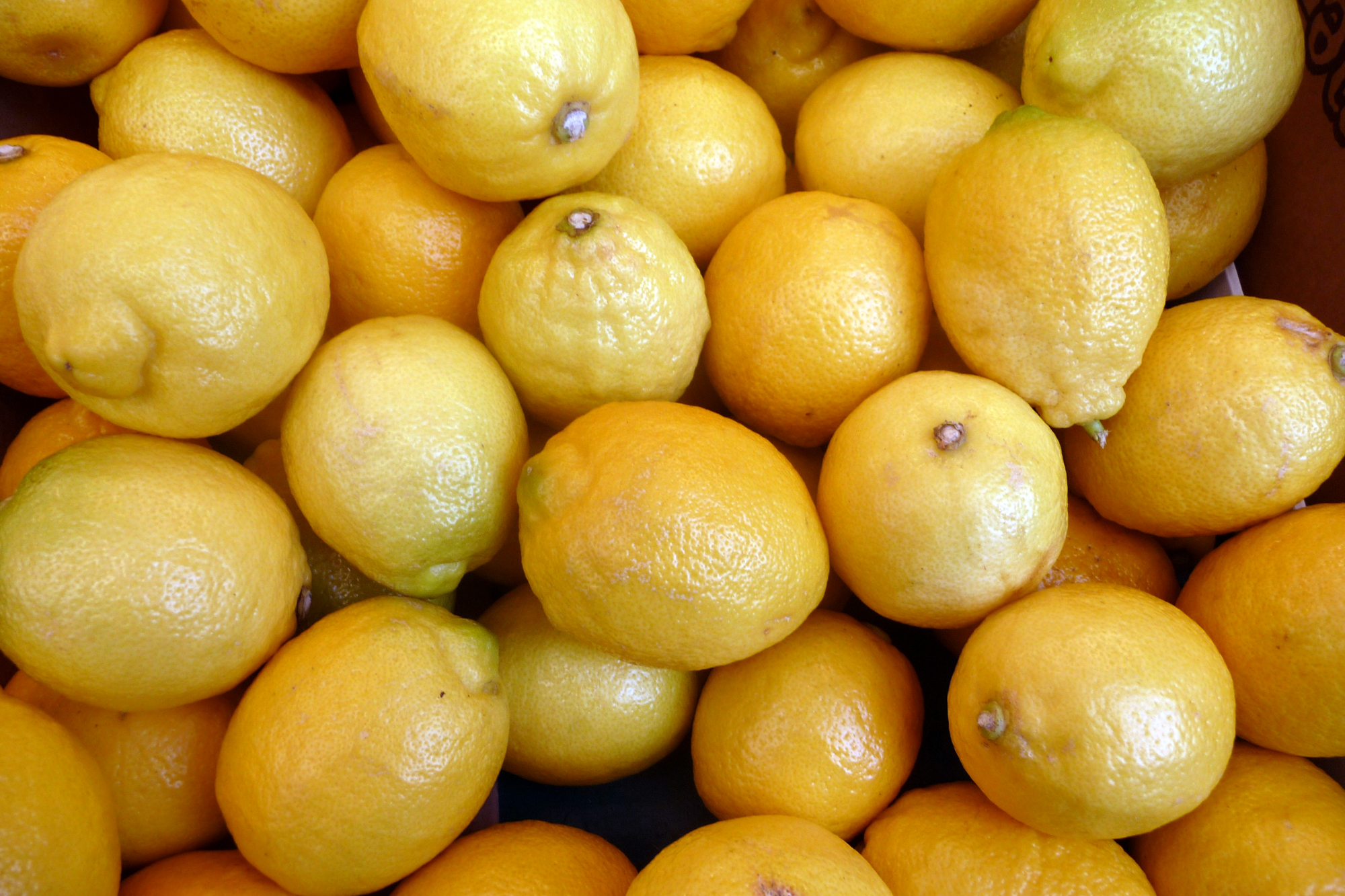
میوه بالنگ

لیمویی تیره یک رنگ لیمویی تیره است که مشابه رنگ میوه مرکبات است. به عنوان یک رنگ سوم در مدل رنگ RYB ، ترکیبی مساوی از رنگدانه‌های نارنجی و سبز است. 